# HD 117150
HD 117150 (K Centauri) é uma estrela na constelação de Centaurus. Com uma magnitude aparente de 5,03, pode ser vista a olho nu em locais com pouca poluição luminosa. Está a uma distância de 410 anos-luz (125 parsecs) da Terra, conforme determinado por medições de paralaxe pelo satélite Gaia.
Esta estrela é classificada com um tipo espectral de A1V, o que indica que é uma estrela de classe A da sequência principal. Tem uma luminosidade 173 vezes superior à solar e uma temperatura efetiva de 8 000 K. Está girando rapidamente com uma velocidade de rotação projetada já calculada em 315 ou 220 km/s, o que confere à estrela um achatamento estimado de 25%. Não possui estrelas companheiras conhecidas.